# Майк Хоар
Томас Майкъл Хоар (на английски: Thomas Michael Hoare), известен като Майк Хоар, наричан още Лудия Майк (Mad Mike) е британски офицер (майор), после наемник, с ирландски произход.
Роден е през 1920 година. Воюва в британската армия по време на Втората световна война, след което живее в Южна Африка.
През 1960-те години е в Демократична република Конго начело на група бели южноафрикански наемници и кубински изгнаници, способства за отделянето на областта Катанга.
През 1981 година участва в неуспешния преврат на Сейшелските острови. Живее във Франция (към 2012 година).